# 雷米吉尤斯·瓦柳利斯
雷米吉尤斯·瓦柳利斯（1958年9月20日—2023年7月19日）出生於立陶宛希盧泰，立陶宛田徑運動員，曾在1980年夏季奥林匹克运动会代表苏联，和维克托·费奥多罗维奇·马尔金、Mikhail Linge及Nikolay Chernetskiy獲得男子四百公尺接力賽的金牌，並且在同年的歐洲室內田徑錦標賽中獲得四百公尺的銅牌。
雷米吉尤斯·瓦柳利斯在2023年7月19日過世，享年64歲。

## 生平
雷米吉尤斯·瓦柳利斯是Panevėžio internatinė sporto mokykla的學生，他的第一任教練是Algimantas Antanas Kukšta，他在1988年從維陶塔斯·馬格努斯大學教育學院畢業。
雷米吉尤斯·瓦柳利斯在1983年，25歲時就結束其運動員的生涯。他在1976年-1983年擔任立陶宛體育部的指導員，在1983年-1989年擔任體育學校的教練和老師，在1991年-2009年和俄羅斯進行汽車貿易。後來他擔任維爾紐斯籃球學校的體能教練。

## 成就
| 年        | 賽事                     | 舉辦城市       | 名次      | 項目           | 記錄      |
| 代表 苏联 | 代表 苏联                | 代表 苏联      | 代表 苏联 | 代表 苏联      | 代表 苏联 |
| --------- | ------------------------ | -------------- | --------- | -------------- | --------- |
| 1980      | 歐洲室內田徑錦標賽       | 西德辛德尔芬根 | 第三名    | 400公尺        | 46.75     |
| 1980      | 1980年夏季奥林匹克运动会 | 苏联莫斯科     | 第一名    | 4 × 400 m 接力 | 3:01.08   |